# 郭絢
郭 絢（かく じゅん、? - 616年）は、中国隋の人物。河東郡安邑県の人。

## 生涯
郭絢は、家柄が貧しく卑しい身分の出身であった。官歴は尚書令史から始まり、後に軍功があって儀同を授かり、多くの州の司馬長史を歴任し、いずれも大変能力があるとの名声があった。大業初年、刑部尚書の宇文㢸が河北を巡察した際、郭絢は、その副官を務めた。煬帝が遼東・高句麗への遠征（隋の高句麗遠征）を行った際、涿郡が重要な地方となったため、涿郡を防衛する人物が求められた。郭絢は、その才能によって見いだされて、涿郡郡丞を拝し、官民は心から郭絢に敬服した。数年後、郭絢は、涿郡通守に転任し、留守を兼領した。当時、山東の農民が反乱を起こしたため、郭絢は、これを追撃して多数を捕虜にした。当時、諸郡のいくつかは朝廷の支配が及ばない状態であったが、涿郡だけは朝廷の支配を及ぼすことができていた。
大業12年（616年）、郭絢は、1万余の兵を率いて高士達を討伐した。高士達は、自らの才能・謀略が竇建徳に及ばないことを知っていたので、竇建徳を抜擢して軍の司馬とし、兵権を与えた。竇建徳は、高士達に対して輜重を守備するよう依頼し、自らは精兵7千人を選りすぐって郭絢を攻撃した。竇建徳は、高士達と仲違いをしていると詐称して、郭絢に対して投降の使者を派遣し、郭絢の先鋒となって高士達を攻撃し、罪を償いたいと述べた。郭絢は、竇建徳を信用し、兵を率いて竇建徳に追随し、長河県に至ったが、無防備の状態であった。竇建徳は、突然、郭絢を攻撃し、数千人を殺害するか捕縛し、郭絢の首級を高士達に届けた。涿郡の官民は郭絢の死を嘆き悲しみ、数カ月間にわたってやむことはなかった。